# Bürresheims slott
Bürresheims slott (tyska: Schloss Bürresheim) är ett medeltida slott nordväst om Mayen i Rheinland-Pfalz. Det är uppfört på en klippavsats i Eifels högland utmed Nette, ett biflöde till Rhen. 
Slottets kärntorn byggdes på 1100-talet och övriga delar uppfördes under medeltiden och fram till 1600-talet. Nuvarande bebyggelse är original; Bürresheim är tillsammans med Eltz och Lissingen de enda slott på den vänstra stranden av Rhen som inte förstörts i krig under årens lopp. Det var bebott fram till 1921 och är nu ett museum som drivs av Rheinland-Pfalz kulturarvsmyndighet.
Bürresheim har förekommit i flera filmer, till exempel utgjorde dess exteriör det fiktiva österrikiska "Schloss Brunwald" i Indiana Jones och det sista korståget (1989).